# Carl Wichius
Carl Wichius, född 15 augusti 1707 i Tryserums församling, Östergötlands län, död 15 oktober 1757 i Skällviks församling, Östergötlands län, var en svensk präst.

## Biografi
Carl Wichius föddes 1707 i Tryserums församling. Han var son till kyrkoherden i Gärdserums församling. Wichius blev höstterminen 1728 student vid Lunds universitet. Han blev cantor scholae och gymnasist i Kalmar och från 11 mars 1741 även kollega. Wichius prästvigdes 19 februari 1751 och blev samma år kyrkoherde i Skällviks församling. Han var respondens vid prästmötet 1754 och avled 1757.

### Familj
Wichius gifte sig 1741 med Anna Lena Passenius (1719), dotter av kyrkoherden Gustaf Passenius i Löts församling och Maria Törneroth. De fick tillsammans barnen Maria Sophia Wichius (1742–1790) som var gift, Gustava Charlotta Wichius (född 1744) som var gift med inspektorn Anders Bremer, Christina Elisabeth Wichius (född 1746), Sara Helena Wichius (1749–1754), Anna Brita Wichius (1752–1752), regementsskrivaren Gustaf Wichius (1755–1799), Lars Wichius (1754–1766), Vendela Catharina Wichius (född 1756), Eva Carolina Wichius (1758–1821) som var gift med kornetten Per Olivier Holmstedt.